# Koto (instrument)
Een koto (箏) is een Japans muziekinstrument, dat oorspronkelijk afkomstig is uit China. Een koto is een zither en behoort tot de snaarinstrumenten. In de Japanse muziek is de koto net zo belangrijk als de piano in de westerse muziek. Er bestaan twee uitvoeringen; beide bespannen met snaren van zijde:
- de K'in, een zevensnarig solo-instrument met een lengte van circa 1 meter.
- de So, een begeleidingsinstrument met 13 of meer snaren, en een lengte tussen de 1,8 en 2 meter.

De K'in is tijdens de Nara-periode (tussen 650 en 750) uit China ingevoerd in Japan, als instrument voor hofmuziek (gagaku). De So is uit de K'in ontwikkeld.
De koto wordt bespeeld met beide handen. De snaren worden geplukt met drie vingers van de rechterhand, te weten met een (meestal ivoren) plectrum aan de duim, de wijs- en de middelvinger. Door links van de brug op de snaar te drukken met de linkerhand kan de toonhoogte worden gevarieerd.
Akira Ifukube schreef moderne muziek voor zowel een 20- als een 25-snarige koto.